# Heini Müller (Schauspieler)
Heini Müller (* 1942) ist ein deutscher Schauspieler und Hörspielsprecher.

## Leben
Über das Leben des 1942 geborenen Heini Müller sind nur lückenhafte Informationen vorhanden. Bereits 1951 wirkte er als Kinderdarsteller in zwei Spielfilmen mit. Ab den 1970er Jahren ist eine schauspielerische Tätigkeit über mehrere Jahre am Deutschen Theater Berlin nachgewiesen. In mehreren Spielfilmen und Produktionen des Fernsehens stand er vor der Kamera. In mindestens einem Hörspiel des Rundfunks der DDR war er als Sprecher tätig.

## Filmografie
- 1951: Mein Freund, der Dieb
- 1986: Mensch Hermann (Fernsehserie, 1 Episode)
- 1988: Polizeiruf 110: Der Kreuzworträtselfall (Fernsehreihe)
- 1989: Die gläserne Fackel (Fernsehserie, 1 Episode)
- 1989: Polizeiruf 110: Mitternachtsfall
- 1989: Polizeiruf 110: Drei Flaschen Tokajer
- 1990: Polizeiruf 110: Das Duell
- 1990: Pause für Wanzka (Fernsehfilm)
- 1990: Alter schützt vor Liebe nicht (Fernsehfilm)
- 1991: Polizeiruf 110: Big Band Time
- 1991: Olle Hexe
- 1991: Polizeiruf 110: Mit dem Anruf kommt der Tod
- 2005: Schloss Einstein (Fernsehserie, 3 Episoden)

## Theater
- 1972: Seán O’Casey: Juno und der Pfau (Möbelträger) – Regie: Adolf Dresen (Deutsches Theater Berlin – Kammerspiele)
- 1977: Alexander Lang: Das Biest des Monsieur Racine (Bürger) – Regie: Alexander Lang (Deutsches Theater Berlin – Kleine Komödie)
- 1981: Jean-Claude Grumberg: Dreyfus (Radaubruder) – Regie: Ulrich Engelmann (Deutsches Theater im Berliner Arbeiter-Theater)
- 1982: Heinrich Mann: Die traurige Geschichte von Friedrich dem Großen (Henker) – Regie: Alexander Lang (Deutsches Theater Berlin in der Akademie der Künste der DDR)
- 1983: Bertolt Brecht: Die Rundköpfe und die Spitzköpfe – Regie: Alexander Lang (Deutsches Theater Berlin)
- 1985: Ernst Barlach: Der blaue Boll – Regie: Rolf Winkelgrund (Deutsches Theater Berlin – Kammerspiele)

## Hörspiele
- 1985: Peter Brasch: Rosa und Linde – Regie: Peter Brasch (Kinderhörspiel – Rundfunk der DDR)